# Noiembrie 2015
Acest articol este generat integral pe baza informațiilor din articolul 2015 și este actualizat periodic de un robot.
 Editările făcute în articol vor fi șterse la următoarea actualizare! Dacă doriți să faceți modificări, editați articolul-sursă.

ianuarie -
februarie -
martie -
aprilie -
mai -
iunie -
iulie -
august -
septembrie -
octombrie -
noiembrie -
decembrie
Noiembrie 2015 a fost a unsprezecea lună a anului și a început într-o zi de duminică.

## Evenimente
- 4 noiembrie: Premierul Victor Ponta își depune mandatul la presiunea protestelor din centrul Bucureștiului. Tot în aceeași zi și primarul sectorului 4 din București, Cristian Popescu Piedone, își depune mandatul.
- 7 noiembrie: Liderii Taiwanului Ma Ying-jeou și Chinei Xi Jinping și-au strâns mâna, într-o întâlnire istorică, marcând primul contact la vârf între cei doi foști inamici din timpul Războiului Rece, despărțiți în urma războiului civil, în urmă cu 66 de ani.
- 10 noiembrie: Fostul comisar european pentru Agricultură Dacian Cioloș este desemnat de către președintele Klaus Iohannis, pentru funcția de prim-ministru al României.
- 11 noiembrie: Astronomii anunță descoperirea lui V774104, cel mai îndepărtat obiect cunoscut până acum din sistemul solar, care se situează la 15,4 miliarde de kilometri de Soare, de trei ori mai mult decât distanța până la Pluto.
- 13 noiembrie: Bilanțul incendiului din clubul Colectiv a ajuns la 55 de decese.
- 13 noiembrie: Mai multe explozii și atentate teroriste au avut loc în mai multe zone din Paris, bilanțul fiind de cel puțin 140 de morți și sute de răniți. Câteva explozii s-au produs în zona Stade de France, unde avea loc un amical între echipele de fotbal ale Franței și Germaniei, iar alte atacuri armate au fost semnalate în zonele Fontaine au Roi, Charonne și Bataclan.
- 17 noiembrie: Premierul Dacian Cioloș și miniștrii cabinetului său au depus jurământul de investitură la Palatul Cotroceni.
- 19 noiembrie: S-a anunțat că un diamant uriaș de 1.111 carate și de o calitate excepțională, considerat cel mai mare și mai valoros descoperit în ultimul secol, a fost extras recent dintr-o mină din Botswana.
- 20 noiembrie: Criza ostaticilor de la Hotelul Radisson Blu din Bamako, Mali, s-a soldat cu moartea a 27 de persoane.
- 24 noiembrie: Forțele Aeriene ale Turciei au doborât un bombardier rusesc Suhoi Su-24 lângă granița siriano-turcă. Relațiile ruso-turce au devenit extrem de tensionate.
- 29 noiembrie: Marea Britanie câștigă pentru a zecea oară Cupa Davis, însă pentru prima dată din anul 1936, după ce a învins Belgia. Andy Murray a câștigat toate cele trei meciuri, jucând atât la simplu cât și la dublu în echipă cu fratele său, Jamie Murray.

## Decese
- 1 noiembrie: Fred Thompson, 73 ani, actor american (n. 1942)
- 2 noiembrie: Rogério Noel Peres Claro, 94 ani, jurnalist, om politic, profesor și traducător portughez (n. 1921)
- 3 noiembrie: Pavel Douvidzon, 62  ani, evreu moldovean, cineast și producător de film sovietic, american și rus (n. 1953)
- 3 noiembrie: Csaba Fenyvesi, 72 ani, scrimer olimpic maghiar (n. 1943)
- 4 noiembrie: Gülten Akın, 82 ani, poetă turcă (n. 1933)
- 4 noiembrie: René Girard, 91 ani, antropolog al violenței și al religiosului, profesor emerit de literatură comparată la Universitatea Stanford și la Universitatea Duke, SUA (n. 1923)
- 6 noiembrie: Adrian Paul Dumitrescu, 62 ani, deputat român (1996-2000), (n. 1952)
- 7 noiembrie: Itzhak Navon, 94 ani, om politic, diplomat, președinte al Israelului (1978-1983), (n. 1921)
- 7 noiembrie: Aurel Storin, 78 ani, scriitor, dramaturg și textier român de etnie evreiască (n. 1937)
- 10 noiembrie: Lucian Chițescu, 82 ani, istoric, arheolog și muzeograf român (n. 1933)
- 10 noiembrie: Helmut Schmidt, 96 ani, cancelar federal al RFG (1974-1982), (n. 1918)
- 11 noiembrie: Aurel Anton, 87 ani, șahist român (n. 1928)
- 11 noiembrie: Alexandru Pascu, 32 ani, basist, (Goodbye to Gravity), (n. 1982)
- 11 noiembrie: Mariella Petrescu, 72 ani, actriță română de teatru și film (n. 1943)
- 11 noiembrie: Marinella Tucaliuc, 88 ani, pictoriță și graficiană română (n. 1927)
- 12 noiembrie: Lucian Bălan, 56 ani, fotbalist român (n. 1959)
- 15 noiembrie: Moira Orfei, 83 ani, actriță și vedetă de televiziune italiană de etnie romă (n. 1931)
- 15 noiembrie: Gisèle Prassinos, 95 ani, scriitoare franceză (n. 1920)
- 18 noiembrie: Jonah Lomu, 40 ani, jucător de rugby din Noua Zeelandă (n. 1975)
- 20 noiembrie: Alex Lex Jacoby, 85 ani, scriitor luxemburghez (n. 1930)
- 21 noiembrie: Mihai Alexandru Iancu, 34 ani, chitarist român (Goodbye to Gravity), (n. 1981)
- 21 noiembrie: Zeno Virgil Gheorghe Simon, 80 ani, chimist român (n. 1935)
- 21 noiembrie: Alexandru Țibulcă, 78 ani, deputat român (2000-2004), (n. 1937)
- 22 noiembrie: Augustin Cozmuța, 71 ani, ziarist, critic literar și scriitor român (n. 1944)
- 22 noiembrie: Kim Young-sam, 87 ani, președinte al statului Coreea de Sud (1993-1998), (n. 1927)
- 23 noiembrie: Douglass North, 95 ani, economist american, laureat al Premiului Nobel (1993), (n. 1920)
- 23 noiembrie: Lev Okun, 86 ani, fizician teoretician rus (n. 1929)
- 23 noiembrie: Otto J. Schaden, 78 ani, egiptolog american (n. 1937)
- 26 noiembrie: Antoaneta Ralian, 91 ani, traducătoare română (n. 1924)
- 26 noiembrie: Viorica Afrăsinei, 61 ani, deputat român (1992-2004), (n. 1954)
- 28 noiembrie: Mircea Anca, 55 ani, actor și regizor român (n. 1960)
- 28 noiembrie: José María Mendiluce Pereiro, 64 ani, om politic spaniol (n. 1951)
- 30 noiembrie: Fatima Mernissi, 75 ani,  scriitoare, sociolog, profesor universitar si feministă marocană (n. 1940)
- 30 noiembrie: Eldar Reazanov, 88 ani, regizor rus de film, scenarist, actor, poet, dramaturg și prezentator TV (n. 1927)